# تشارلز كريستوفر باري
تشارلز كريستوفر باري (بالإنجليزية: Charles Christopher Parry)‏ هو عالم نبات أمريكي، ولد في 28 أغسطس 1823 في Admington ‏ في المملكة المتحدة، وتوفي في 20 فبراير 1890 في دافنبورت في الولايات المتحدة.